# Symphurus luzonensis
Symphurus luzonensis és un peix teleosti de la família dels cinoglòssids i de l'ordre dels pleuronectiformes que viu a les Filipines.